# Lam Ujong (Baitussalam)
Lam Ujong is een bestuurslaag in het regentschap Aceh Besar van de provincie Atjeh, Indonesië. Lam Ujong telt 495 inwoners (volkstelling 2010).